# Tabuk (Arabia Saudita)
Tabuk (in arabo Tabūk) è una città dell'Arabia Saudita, capoluogo dell'omonima provincia.